# Зелёная (Тавреньгское сельское поселение)
Зелёная — деревня в Коношском районе Архангельской области. Входит в состав Тавреньгского сельского поселения.

## География
Находится в юго-западной части Архангельской области на расстоянии приблизительно 48 км на восток-юго-восток по прямой от административного центра района поселка Коноша.

## История
Известно, что в 1765 году здесь была построена Богородице-Рождественская церковь (утрачена). В 1859 году здесь (деревня Вельского уезда Вологодской губернии) было учтено 20 дворов.

## Население
Численность населения: 149 человек (1859 год), 11 (русские 100 %) в 2002 году, 0 в 2010.